# スタニウス小体
スタニウス小体（スタニウスしょうたい）とは真骨類と全骨類にのみ存在する魚類特有の内分泌器官。発生学的には腎管に由来し、腎臓に付着して存在する。血漿カルシウム濃度を低下させる作用を有するスタニオカルシン（stanniocalcin）を分泌する。サケ科魚類では体腎の中央部に4個のスタニウス小体が、コイ類では体腎の尾部に2個のスタニウス小体が認められる。